# 尤爾琴科韋 (契卡洛夫斯凱市鎮)
49°49′38″N 37°5′6″E / 49.82722°N 37.08500°E
尤爾琴科韋（烏克蘭語：Юрченкове）是位於烏克蘭東部的村莊，由哈爾科夫州丘胡伊夫区的契卡洛夫斯凱市鎮負責管轄。該村距離茹拉夫卡5公里，始建於1645年，面積3.19平方公里，海拔高度114米，2001年人口485。